# 都の花嫁アムラパーリー
『都の花嫁アムラパーリー』（みやこのはなよめアムラパーリー、Amrapali）は、1966年に公開されたインドの歴史映画。レーク・タンドンが監督、ヴィジャヤンティマーラーとスニール・ダットが主演を務めた。映画に関する権利はシャー・ルク・カーンのレッド・チリーズ・エンターテインメントが所有している。日本未公開。

## キャスト
- アムラパーリー - ヴィジャヤンティマーラー
- マガダ王アジャータシャトル - スニール・ダット
- センパティ・ヴィール - プレーム・ナート（英語版）
- ヴァイシャーリーのサムラート - ビピン・グプタ（英語版）
- クルパティ・マハナム - ガジャナン・ジャギルダル（英語版）
- バルバドラ・シン - K・N・シン（英語版）
- ラージ・ナルタキ - マダヴィ（英語版）
- ラージ・マータ - ムリドゥラ・ラーニ
- マガダ王妃 - ルビー・マイヤーズ（英語版）
- ガウタマ・シッダールタ - ナレンドラ・ナート（英語版）

## 製作
『都の花嫁アムラパーリー』は紀元前500年前後を舞台にしており、ヴァイシャーリーのナガルヴァドゥ（クルチザンヌ）のアムラパーリーの生涯と彼女に恋するマガダ国のアジャータシャトルを描いている。映画ではアジャータシャトルはアムラパーリーを手に入れるためにヴァイシャーリーを破壊するが、その間に彼女はガウタマ・シッダールタとの出会いを経てアラハントになる。また、映画ではパーリ仏典と仏教の伝統にも言及されている。
映画音楽はシャンカル＝ジャイキシャンが手掛け、さらにインドの伝統音楽を基にした4曲の作曲も担当している。これらの曲は全てラタ・マンゲシュカルが歌っている。

## 評価
第39回アカデミー賞のアカデミー外国語映画賞インド代表作品に選出されたが、ノミネートには至らなかった。映画は興行的な成功を収めた作品ではなかったが、ドワルカ・ディヴェーチャの撮影した戦闘シークエンス、バーヌ・アタイヤが手掛けた衣装（アジャンター石窟群の壁画を参考に製作し、後のインド映画において紀元前時代の衣装の原型となった）、終盤で描かれた反戦思想などにより古典映画の地位を確立している。

## 大衆文化への影響
2007年公開の『恋する輪廻 オーム・シャンティ・オーム』の「Dhoom tana」シーンでは『都の花嫁アムラパーリー』の映像が流用された。ヴィジャヤンティマラのシーンは同作でヒロイン役を演じたディーピカー・パードゥコーンに差し替えられている。